# Carl Friedrich Naumann
Georg Amadeus Carl Friedrich Naumann (30 de mayo de 1797 – 26 de noviembre de 1873) (también conocido como Karl Friedrich Naumann), fue un mineralogista y geólogo alemán.

## Semblanza
Naumann nació en Dresde, hijo del compositor Johann Gottlieb Naumann. Recibió su primera educación en Schulpforta, a continuación estudió en Freiberg donde fue alumno de Abraham Gottlob Werner y después en Leipzig y Jena. Se graduó en Jena, dedicándose en 1823 a la enseñanza en esta ciudad y en 1824 en Leipzig. En 1826 sucedió a Mohs como profesor de cristalografía, en 1835 fue nombrado profesor de geognosia en la Universidad de Freiberg; y en 1842 accedió a un puesto de profesor de mineralogía y de geognosia en la Universidad de Leipzig. En Freiberg fue el encargado de preparar el mapa geológico de Sajonia, tarea que llevó a cabo con la ayuda de Carl Bernhard von Cotta en 1846.
Naumann fue un hombre de conocimiento enciclopédico, lúcido y ameno como profesor. Siendo joven todavía (1821-1822) viajó a Noruega, realizando observaciones sobre aquel país y publicando sus escritos subsiguientes sobre cristalografía, mineralogía y geología. Fue elegido Miembro Extranjero Honorario de la Academia Estadounidense de las Artes y las Ciencias en 1873. Murió en Leipzig ese mismo año.

## Publicaciones
- Beiträge zur Kenntniss Norwegens (2 vols., 1824)
- Lehrbuch der Mineralogie (1828)
- Lehrbuch der reinen und angewandten Krystallographie (2 vols. y atlas, 1830)
- Elemente der Mineralogie (1846; 9.ª ed., 1874; 10ª ed. por F. Zirkel, 1877)
- Lehrbuch der Geognosie (2 vols. y atlas, 1849-1854, ed. 2, 1858-1872).

## Eponimia
- El cráter lunar Naumann lleva este nombre en su memoria.[2]